# 埃尔波沃德杜埃尼亚斯
埃尔波沃德杜埃尼亚斯，是西班牙卡斯蒂利亚-拉曼恰瓜达拉哈拉省的一个市镇。总面积55平方公里，总人口153人（2001年），人口密度3人/平方公里。